# Charupong Ruangsuwan
Charupong Ruangsuwan (Thai: จารุพงศ์ เรืองสุวรรณ; * 15. August 1946 in Bangkok) ist ein thailändischer Politiker, der zwischen 2012 und 2014 Vorsitzender der Pheu-Thai-Partei sowie Innenminister war.

## Leben

### Studium und Regierungsbeamter
Charupong Ruangsuwan ist ein Sohn des Kämpfers der Seri-Thai-Bewegung im Zweiten Weltkrieg und langjährigen Abgeordneten Charubut Ruangsuwan, der unter anderem zwischen 1983 und 1984 Präsident der Nationalversammlung war. Nach dem Besuch der Amnuay Silpa School begann er ein Studium der Rechtswissenschaften an der Thammasat-Universität, das er mit einem Bachelor of Laws abschloss. Ein postgraduales Studium der Verwaltungswissenschaft an der Chulalongkorn-Universität beendete er mit einem Master of Public Administration und war zudem Absolvent der Hochschule für nationale Verteidigung. Während seiner beruflichen Laufbahn war er Beamter in der Provinzverwaltungsbehörde und Leitender Distriktbeamter in verschiedenen Landkreisen (Amphoe) in Nordwest- und Zentral-Thailand. Später wechselte er in die Verwaltungsbehörde der Metropolregion Bangkok BMA (Bangkok Metropolitan Administration) und war nacheinander Direktor des Stadtbezirks Bang Khen, stellvertretender Direktor des Stadtreinigungsamtes, Assistent des Ständigen Sekretärs der Bangkok Metropolitan Administration, Direktor des Gemeindeentwicklungsamtes, Direktor des Schulamtes sowie stellvertretender Ständiger Sekretär der BMA.
2002 kehrte Charupong Ruangsuwan in die staatliche Verwaltung zurück und war nacheinander stellvertretender Ständiger Sekretär im Ministerium für soziale Entwicklung und humane Sicherheit, Ständiger Sekretär im Arbeitsministerium sowie Ständiger Sekretär im Justizministerium. Zeitgleich war er seit 2003 Vorstandsvorsitzender der Behörde für den öffentlichen Personennahverkehr von Bangkok, der Bangkok Mass Transit Authority (BMTA), sowie zwischen 2006 und 2010 Rektor der Southeast Asia University. Er diente zudem im Freiwilligen Verteidigungskorps, einem paramilitärischen Verband der Thailändischen Streitkräfte und wurde zuletzt zum General befördert. Er war ursprünglich Mitglied der Partei der Volksmacht bis zu deren Auflösung durch das Verfassungsgericht am 2. Dezember 2008.

### Parteivorsitzender und Minister
Im Mai 2011 wurde Charupong Ruangsuwan Generalsekretär der Pheu-Thai-Partei. Nach der ersten Umbildung des Kabinetts von Ministerpräsidentin Yingluck Shinawatra übernahm er am 18. Januar 2012 von Sukampol Suwannathat das Amt als Minister für Transport und Kommunikation. Nachdem der Vorsitzende der Pheu-Thai-Partei und Innenminister Yongyuth Wichaidit am 30. September 2012 aufgrund eines Korruptionsskandals zurücktreten musste, wurde er am 28. Oktober 2012 dessen Nachfolger in beiden Ämtern. Die Regierung Yingluck fungierte nach der Auflösung des Repräsentantenhauses im Dezember 2013 nur noch als Übergangsregierung, ehe dieses am 22. Mai 2014 durch einen Militärputsch gestürzt wurde, wobei Ministerpräsidentin Yingluck bereits am 7. Mai 2014 kommissarisch von Niwatthamrong Boonsongphaisan abgelöst worden war.
Nach dem Putsch befahl die Junta unter General Prayut Chan-o-cha allen Kabinettsmitglieder im Hauptquartier der Militärjunta vorzusprechen. Anders als andere Minister verweigerte Charupong dies jedoch und suchte Schutz an einem unbekannten Ort im Nordosten Thailands. Aus diesem Grund sperrte der kommissarisch regierende Nationale Rat für Frieden und Ordnung seine Bankkonten und Vermögenswerte. Am 24. Juni 2014 kündigte er die Bildung der Organisation der freien Thais für Menschenrechte und Demokratie (OFHD) an, um die Regierung des thailändischen Volkes vor dem Militärputsch vom 22. Mai 2014 wiederherzustellen. Das Gründungsdatum war zugleich der 82. Jahrestag der Siamesischen Revolution von 1932. Der Name Organisation der freien Thais für Menschenrechte und Demokratie lehnte sich dabei an die Seri-Thai-Bewegung (เสรีไทย) seines Vaters Charubut Ruangsuwan an, die als Widerstandsbewegung im Untergrund während des Zweiten Weltkrieges gegen die Herrschaft des Kaiserreichs Japan kämpfte. Als amtierender Generalsekretär der OFHD warnte Charupong Ruangsuwan in einem auf YouTube veröffentlichten Video am 24. Juni 2015 die Thais vor der Gefahr, dass Thailand sich in einen falschen Staat wandelt und beschrieb drei Ziele der OFHD: die Abschaffung des Geheimen Kronrates, Entpolitisierung, Demokratisierung und Normalisierung der Streitkräfte sowie Entpolitisierung der Justiz.